# Lodner - Cima Fiammante
Lodner - Cima Fiammante (tyska: Lodner) är en bergstopp i Österrike.   Den ligger i förbundslandet Tyrolen, i den västra delen av landet, 400 km väster om huvudstaden Wien. Toppen på Lodner - Cima Fiammante är 3 228 meter över havet, eller 202 meter över den omgivande terrängen. Bredden vid basen är 1,0 km.
Terrängen runt Lodner - Cima Fiammante är huvudsakligen bergig, men den allra närmaste omgivningen är kuperad. Runt Lodner - Cima Fiammante är det ganska tätbefolkat, med 139 invånare per kvadratkilometer.. Närmaste större samhälle är Obergurgl, 14,8 km norr om Lodner - Cima Fiammante. 
Omgivningarna runt Lodner - Cima Fiammante är en mosaik av jordbruksmark och naturlig växtlighet.